# سارگپه‌عسلیان
زیرتیرۀ سارگپه‌عسلیان (به لاتین: Perninae) از پرندگان شکاری شامل تعدادی گونه پهن‌بال با اندازه متوسط است. اینها پرندگان آب و هوای گرمتر هستند، اگرچه گونه‌های Pernis (سارگپه عسلی اروپایی و سارگپه عسلی کاکلی) پراکنش وسیع‌تری دارند.
تعدادی از گونه‌های این گروه عمدتاً حشرات را می‌خورند و تغذیه‌کننده تخصصی لارو زنبور بی‌عسل هستند. خزندگان نیز توسط چندین پرنده از این گروه گرفته می‌شوند.
برخی از سازمان‌ها Gypaetinae را در درون یا حتی مترادف با سارگپه‌عسلیان می‌دانند.

## آرایه‌شناسی
- زیرخانواده سارگپه عسلیان Perninae
  - سرده بازکوکوهاAviceda
    - بازکوکوی آفریقایی، Aviceda cuculoides
    - بازکوکوی ماداگاسکار، Aviceda madagascariensis
    - بازکوکوی جردونی،Aviceda jerdoni
    - بازکوکوی آرام، Aviceda subcristata
    - بازکوکوی سیاه، Aviceda leuphotes

  - سرده سارگپه عسلی دم‌دراز Henicopernis
    - سارگپه عسلی دم‌دراز، Henicopernis longicauda
    - سارگپه عسلی سیاه، Henicopernis infuscatus

  - سرده سارگپه‌های عسلی
    - سارگپه عسلی اروپایی، Pernis apivorus
    - سارگپه عسلی کاکلی، Pernis ptilorhynchus
    - سارگپه عسلی نواری، Pernis celebensis

  - سرده کورکور دم‌پرستویی Elanoides
    - کورکور دم‌پرستویی، Elanoides forficatus

  - سرده کورکور سرخاکستری، Leptodon
    - کورکور سرخاکستری، Leptodon cayanensis
    - کورکور یقه‌سفید، Leptodon forbesi

  - سرده کورکورهای نوک‌چنگکی
    - کورکور نوک‌چنگکی، Chondrohierax uncinatus
    - کورکور کوبایی، Chondrohierax wilsonii